# 竹叶榕
竹叶榕（学名：Ficus stenophylla）为桑科榕属的植物。其种加词“Stenophylla”意为“窄叶的”。分布在越南、台湾岛、泰国以及中国大陆的广东、广西、福建、贵州、湖南、浙江、海南、湖北等地，生长于海拔160米至2,000米的地区，常生长在沟旁堤岸边，目前已由人工引种栽培。

## 别名
竹叶牛奶子（广东）

## 异名
- Ficus stenophylla Hemsl. var. macropodocarpa (Levl. et Vant.) Corner